# Les Bicyclettes de Belsize (film)
Pour plus de détails, voir Fiche technique et Distribution.
Les Bicyclettes de Belsize est un court métrage musical britannique réalisé par Douglas Hickox et sorti en 1968.
Le film a été diffusé dans les cinémas en complément du film d'horreur controversé de Roy Boulting, Sous l'emprise du démon. Les deux films ont également partagé une bande originale, chaque partition occupant une face de l'album Polydor sorti en 1969 (Polydor 583 728).
Le film raconte l'histoire d'un jeune homme qui se promène à vélo dans le quartier de Hampstead (NW3) à Londres sur un vélo Raleigh RSW16. Après avoir percuté un panneau d'affichage, il tombe amoureux d'un mannequin de mode qui y est représenté. Malgré le titre, le quartier de Belsize Park ne figure pas dans le film.
Il n'y a pratiquement pas de dialogues parlés, et la bande son du film est entendue pratiquement tout au long du film. La chanson-titre du film, écrite par Les Reed et Barry Mason, a été reprise par Mireille Mathieu et Engelbert Humperdinck entre autres, bien que la version du film soit chantée par Johnny Worth (alias l'auteur-compositeur Les Vandyke). La partition comprend également Gentlemen Of The Park, interprétée par Episode Six et mettant en scène les futurs membres de Deep Purple Ian Gillan et Roger Glover.
Le titre est dérivé du film français Les Parapluies de Cherbourg (1964) ; à part le thème musical, il n'y a pas d'autre lien évident.

## Synopsis
Le film s'ouvre d'un point de vue sur un toit-terrasse, montrant quelques événements matinaux à travers les fenêtres des maisons. Un jeune homme anonyme (Anthony May) habillé dans un style « mod » se prépare pour la journée depuis son appartement sur les toits et fait du vélo au son de la chanson du générique. Il prend ensuite sa bicyclette et descend dans les rues de la banlieue verdoyante. En descendant quelques marches, il percute le vélo d'une petite fille (Leslie Goddard) et perd connaissance. Elle se tient au-dessus de lui, montrant ses nattes, ses lunettes et son appareil dentaire, et le regarde, manifestement éprise. L'homme se réveille et demande le nom de la jeune fille. Elle lui répond qu'elle s'appelle Kate. Il lui dit adieu et part à vélo, elle le suit. Tout en pédalant, l'homme chante une chanson sur le fait qu'il n'envie pas la vie responsable et monotone des personnes âgées. La fille pétarade avec sa bouche en passant devant une file d'attente à l'arrêt de bus ; cela déclenche un conflit entre les personnes présentes à l'arrêt, qui se termine par une bataille rangée où les protagonistes se lancent de la nourriture.
En entrant dans un parc, l'homme regarde derrière lui pour voir si Kate le suit toujours, et perd le contrôle de son vélo, dévalant une colline et s'écrasant contre un grand panneau publicitaire. En remontant, il est frappé par le visage d'un mannequin, « Julie » (Judy Huxtable), sur l'affiche publicitaire des vélos Raleigh. Il chante une chanson pour lui avouer son amour et cueille des fleurs pour les offrir à son image. Kate tente d'attirer son attention, mais il est subjugué par la beauté du mannequin. Il finit par se réveiller de sa stupeur et s'en va à bicyclette. Kate pétarade avec sa bouche devant l'affiche et le suit.
L'homme arrive sur son lieu de travail, une imprimerie, ouvre le courrier qui vient d'arriver et découvre que l'un des colis est un portrait photographique de Julie. Il s'assoit pour le regarder, tandis que la caméra fait un panoramique sur la rue. Par coïncidence, Julie participe à une soirée mondaine dans l'immeuble où elle se trouve. Elle chante une chanson sur le fait que son quotidien est douillet et cloîtré, et qu'elle veut trouver le véritable amour. Elle sort de l'immeuble, traverse la rue et regarde la photo d'elle qui a été accrochée à la fenêtre de l'imprimeur. L'homme la regarde encore et la reconnaît. Elle lui sourit d'abord avec incertitude, puis avec plus d'assurance, et ils s'embrassent à travers la vitre.

## Fiche technique
- Titre original : Les Bicyclettes de Belsize[3]
- Réalisateur : Douglas Hickox
- Scénario : Bernie Cooper, Francis Megahy, Michael Newling
- Photographie : Wolfgang Suschitzky
- Montage : Norman Wanstall (en)
- Musique : Les Reed et Barry Mason
- Production : Jacques de Lane Lea
- Sociétés de production : British Lion Film Corporation
- Pays de production :  Royaume-Uni
- Langue originale : anglais britannique
- Format : couleurs par Eastmancolor - Son mono - 35 mm
- Durée : 29 minutes
- Genre : Film musical et romance
- Dates de sortie :
  - Royaume-Uni : décembre 1968

## Distribution
- Anthony May (en) : Steve, le garçon
- Judy Huxtable (en) : Julie, la fille
- Leslie Goddard : Kate, la petite fille
- Barney Reisz : le petit garçon
- Danny Green : l'homme à l'arrêt de bus
- Dermot Kelly : le SDF à l'arrêt de bus